# RTP Play
RTP Play è la piattaforma di video on demand e streaming fornita dall'ente radiotelevisiva pubblica portoghese RTP. Il servizio offre programmi televisivi, radiofonici e contenuti esclusivi RTP in diretta e in streaming. È disponibile in Portogallo e in tutto il mondo dal 6 gennaio 2011.
RTP Play offre un'ampia varietà di contenuti, tra cui notizie, intrattenimento, documentari, sport e programmi per bambini.

## Canali esclusivi
Oltre a trasmettere i canali RTP in diretta, RTP Play dispone anche di sette canali aggiuntivi: sei per lo sport, e uno per i bambini (ZigZag Play).
| Canale         | Descrizione                                   |
| -------------- | --------------------------------------------- |
| RTP Desporto 1 | Canali dedicati allo sport                    |
| RTP Desporto 2 | Canali dedicati allo sport                    |
| RTP Desporto 3 | Canali dedicati allo sport                    |
| RTP Desporto 4 | Canali dedicati allo sport                    |
| RTP Desporto 5 | Canali dedicati allo sport                    |
| RTP Desporto 6 | Canali dedicati allo sport                    |
| ZigZag Play    | Canale dedicato alle trasmissioni per bambini |

## Programmi originali

### Podcast
- Rédeas do Jogo[6]